# Ногирская улица (Владикавказ)
Ногирская улица — улица во Владикавказа, Северная Осетия, Россия. Находится в Затеречном муниципальном округе между улицами Таутиева и Калинина. Начинается от улицы Таутиева.
Ногирская улица пересекается с улицами Островского, Весёлой, Генерала Мамсурова, Кольбуса и Бритаева.
Названа именем села Ногир.
Улица сформировалась в довоенное время. 25 сентября 1940 года городской совет присвоил улице между кварталами № 714, 715, 716, 717, 718, 719, 720, 721, 722, 723, 724 и 725 наименование Ногирская улица.